# Юндокса
Юндокса — река в России, протекает по Вичугскому и Кинешемскому районам Ивановской области. Устье реки находится в 2457 км от устья Волги, по правому берегу Горьковского водохранилища. Длина реки составляет 12 км.
Исток реки в урочище Спасское в 11 км к югу от Наволок. Течёт на северо-запад, в среднем течении протекает деревню Санково-Большое. Впадает в Горьковское водохранилище у деревни Быковка чуть выше Наволок.

## Данные водного реестра
По данным государственного водного реестра России относится к Верхневолжскому бассейновому округу, водохозяйственный участок реки — Волга от города Кострома до Горьковского гидроузла (Горьковское водохранилище), без реки Унжа, речной подбассейн реки — Волга ниже Рыбинского водохранилища до впадения Оки. Речной бассейн реки — (Верхняя) Волга до Куйбышевского водохранилища (без бассейна Оки).
Код объекта в государственном водном реестре — 08010300412110000013537.